# 전기근육자극요법
전기근육자극요법 (電氣刺戟筋肉療法, Electrical muscle stimulation (EMS), neuromuscular electrical stimulation (NMES) 또는 electromyostimulation 라고도 불린다.) 은 전기적 신호를 통해 인위적으로 근육의 수축을 유도하는 것을 말한다. EMS는 최근 몇 년 사이 크게 각광받고 있는 기술로써 큰 잠재성을 지니고 있는데 이를 접목시킬 수 있는 분야들의 몇 가지 예시는 다음과 같다.
운동선수나 일반 사람들의 트레이닝 도구, 신체의 일부나 전신을 움직일 수 없는 환자들의 회복이나 이차적으로 따라오는 증상에 대한 예방, 생명체의 근육이나 신경 테스트를 위한 도구, 선수들의 운동 후 회복.
전기신호는 장치에 의해 발생되며 피부의 전극을 통해 근육에 직접 전달되어 자극이 가해지게 된다. 이 신호는 근육의 수축을 유도하면서 중추신경계로부터의 활동전위가 생긴 것처럼 보이게 만든다. 전극은 보통 피부에 부착하는 패드 형태이다.
EMS의 활용은 유명한 스포츠 과학자들이 스포츠 트레이닝의 대안적인 기술로 언급한 바있으며 이에 대한 출판물은 주석을 통해 확인할 수 있다.
현재 미국 식품의약국에서는 EMS 장치에 규제를 가하고 있는 상태이며 XVIII Congress of the International Society of Electrophysiology and Kinesiology(2010년 6월 16-19, 덴마크 올보 개최)에서 '운동에서의 훈련과 시험을 위한 전기적 자극'이라는 제목으로 이 주제에 대해 다룬 바 있다. 이 후 다양한 출판물과 저서들이 나오고 있는 추세다.

## 활용

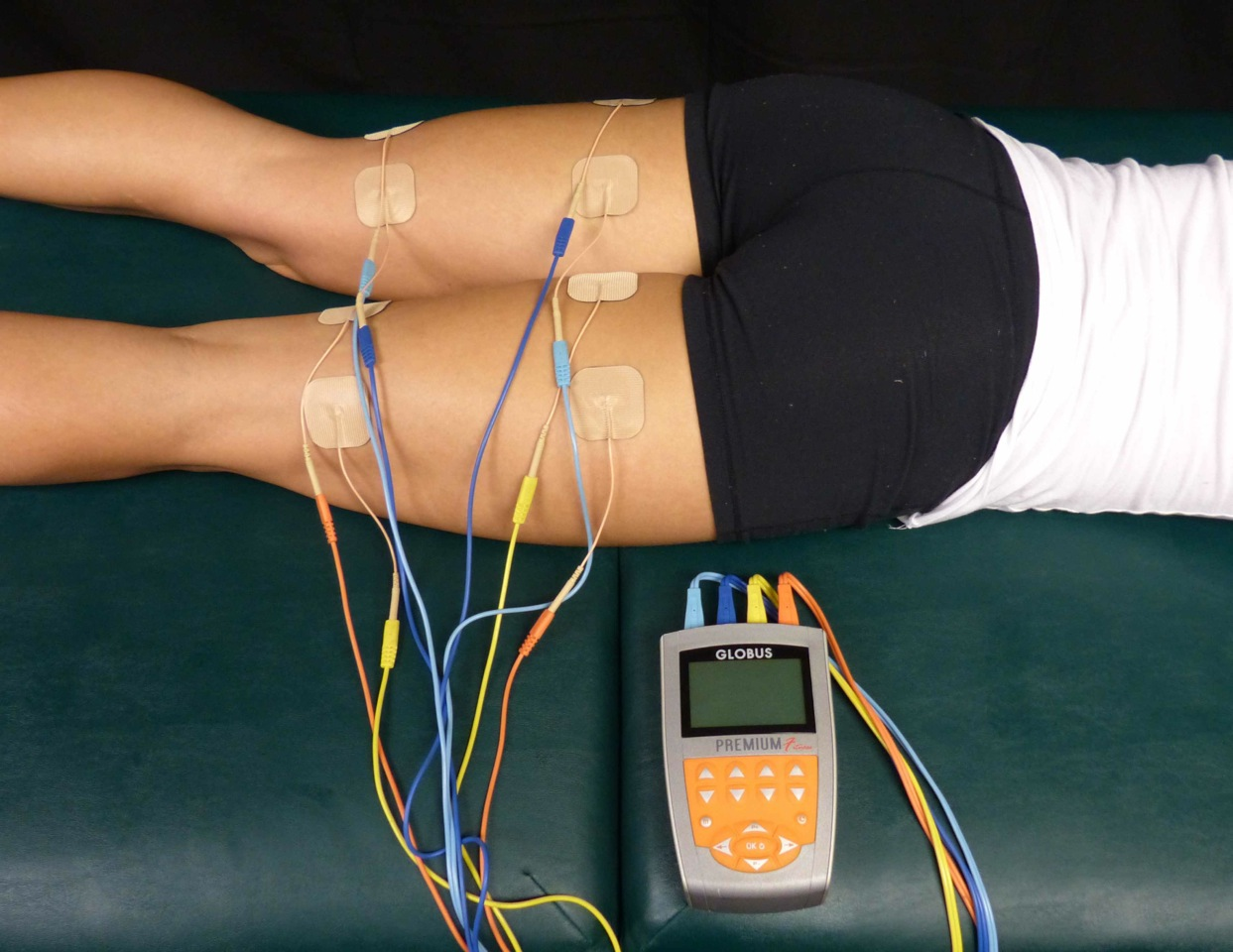
허벅지 뒷부분에 자체 접착 패드를 통해 부착된 4채널 전기 근육 자극 기계로 회복 중인 운동선수

EMS는 훈련, 치료의 목적도 있지만 최근에는 미용의 목적으로도 쓰이기 시작했다. 의학계에서 EMS는 뼈나 관절, 근육 등의 부상을 입은 사람들이 근육을 사용하지 않음으로써 일어나는 근육 위축을 예방하기 위한 치료 목적으로 사용되었다. 이는 통증 치료에 이용되는 전기 치료의 한 방법인 경피적 전기 신경 자극(transcutaneous electrical nerve stimulation, TENS)과는 구분된다.
근육이 눈에 띄게 강해지고 이에 따라 체형이 보정되는 효과로 인해 EMS는 미용목적으로 트레이닝 분야에 새로운 바람을 일으키고 있다. EMS는 부수적인 효과인 칼로리 소모에 있어서 최고의 효율을 자랑한다. 칼로리는 오로지 육체적인 운동에 대부분의 신체가 활용될 때 엄청난 양이 소모된다. 하지만 어떤 학자들은 EMS가 그러한 운동을 앞설 것으로 보고 있다. 이는 전기적 자극을 이용해 체형관리를 하는 사람들의 운동효과는 육체적인 운동을 할 때의 몇 배에 달하며 육체적인 운동을 할 때에도 최적의 몸 상태를 가지고 있기 때문이다. EMS 트레이닝은 목적에 맞는 특정한 근육들을 동시에 훈련할 수 있다. 이 때문에 각자의 체형에 맞는 일대일 트레이닝이 가능하다. 이 효과에 대해서는 여전히 의견이 분분하지만 시간이 많이 없인들이 단시간에 맞춤형 트레이닝으로 체형관리를 할 수 있다는 장점때문에 점점 더 많은 인기를 얻고 있는 추세다.

### 효과
전기근육자극요법(EMS)을 통한 근력운동은 신경과 근육이 자발적인 근력운동을 할 때와 동일한 효과를 이끌어낼 수 있다. 실질적인 적용에 대한 추가적인 연구는 EMS가 효과적인 기술인지 그렇지 않은지라는 문제에 있어서의 중요한 요인을 지적했다. 돌아보면 이 연구는 과거의 학자들이 다른 사람들이 얻지 못한 결과를 얻어낸 이유를 알 수 있게 해준다는 사실을 알게 된다. 또한 저명한 대학들에서 이에 관한 연구가 계속되면서 EMS가 근섬유의 발달을 유도한다는 사실이 널리 알려지게 되었다. 골근섬유의 특성때문에 다양한 종류의 섬유는 다양한 종류의 EMS에 의해 다양한 단계로 활성화될 수 있다. 또한 EMS 활동의 패턴에 따라 수정을 계속해나간다. 이런 패턴들을 프로토콜 또는 프로그램이라고 지칭하는데 이 패턴이 다양한 섬유들의 수축으로부터 다양한 반응을 보이게 될 것이다. 몇몇 프로그램은 지구력을 향상시킬 것이고 어떤 프로그램은 근력 향상을 유도할 것이다.

## 역사
루이지 갈바니(1780)가 최초로 전류가 근육을 활성화시킬 수 있다는 증거를 제시했다. 19~20세기 동안 학자들은 근육이 움직일 수 있는 정확한 전기적 수치를 연구하고 기록하였다. 그리고 전기적 자극으로부터 유도되는 생체 기능은 근육에 장기간의 변화를 가져온다는 사실을 발견하였다. 60년대 소련에서는 운동선수들의 훈련에 EMS를 도입하였으며 70년대에는 서양의 학술지들과 함께 여러 학회에서 이 연구에 대한 정보를 공유하였다. 하지만 EMS가 구현되는 원리에 대한 이해의 어려움 때문인지 결과에 대한 의견이 분분했다. 최근 의학생리학 연구는 전기적 신호가 근육, 혈관, 신경세포들의 적응을 돕는 원리에 집중을 하고 있다.

## 같이 보기
- 신경근 접합부